# Johann Ludwig Burckhardt

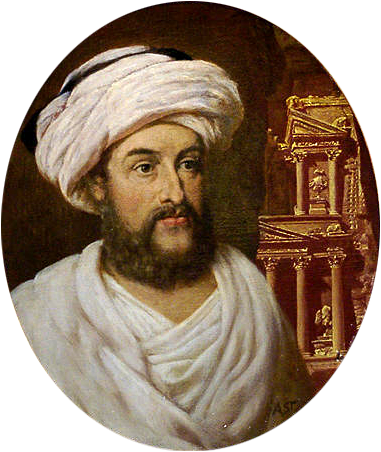
Johann Ludwig Burckhardt

Johann Ludwig Burckhardt (Lausanne (Zwitserland), 24 november 1784 - Caïro (Egypte), 15 oktober 1817) was een Zwitserse geoloog. Hij is vooral bekend als de herontdekker van de historische stad Petra en het tempelcomplex van Aboe Simbel.

## Levensloop
Burkhardt studeerde in Leipzig en Göttingen. In 1806 bracht hij een bezoek aan Engeland. Hij had een aanbevelingsbrief bij zich van de Duitse antropoloog Johann Friedrich Blumenbach, gericht aan de Engelse natuuronderzoeker Joseph Banks. Burckhardt werd door Banks uitgenodigd om deel uit te maken van een expeditie die eropuit zou gaan om de oorsprong van de  Niger te vinden. Burckhardt besloot vervolgens Arabisch te studeren, omdat hij verwachtte dat de plaatselijke bevolking hem eerder zou accepteren wanneer ze dachten dat hij een moslim was. Hij studeerde korte tijd aan de Universiteit van Cambridge en vertrok vervolgens in maart 1809 naar Aleppo in Syrië om daar Arabisch en de islamitische wetgeving verder te bestuderen. Hij gedroeg zichzelf ook als moslim en er wordt verondersteld dat hij zich bekeerde tot de islam, hoewel zijn familie dat ontkende. Na twee jaar in de Levant sprak hij vloeiend Arabisch en was hij helemaal vertrouwd met de Koran.
Tijdens zijn verblijf in Syrië maakte hij verschillende verkenningsreizen in de regio. Op weg van Aleppo naar Caïro vertelden plaatselijke bedoeïenen hem over de ruïnes in de buurt. Burckhardt won hun vertrouwen en zij brachten hem naar de oude stad die in de rotsen was uitgehakt. De stad was 300 jaar voor Christus gebouwd door de Nabateeërs en lag aan een belangrijke handelsroute. Later maakte Petra deel uit van het Romeinse en Byzantijnse Rijk. De stad was sinds het jaar 663 verlaten en alleen de lokale bedoeïenen waren op de hoogte van de aanwezigheid van de ruïnes. 
Ondanks de ontdekking van Petra was de Zwitser niet tevreden en zette zijn plannen voort om de oorsprong van de Niger te ontdekken. Hij vertrok in 1812 naar Caïro met als doel zich daar te voegen bij een karavaan die hem naar Fezzan in Libië zou brengen. Hij besloot echter eerst de Nijl af te reizen. In maart 1813 ontdekte hij het tempelcomplex van Aboe Simbel. Vervolgens ging hij door op bedevaart naar Mekka en Medina. In juni 1815 was Burckhardt terug in de Egyptische hoofdstad, maar de uitputting nabij. Hij maakte opnieuw plannen voor de hervatting van de expeditie naar West-Afrika, maar om verschillende redenen kwam dit niet van de grond. In april 1817 zou hij uiteindelijk vertrekken, maar vlak daarvoor werd de Zwitser getroffen door dysenterie. Op 15 oktober van datzelfde jaar overleed hij.
Burckhardt had wel regelmatig zijn dagboeken en aantekeningen opgestuurd naar Engeland. Ook liet hij 800 oriëntaalse manuscripten na aan de Universiteit van Cambridge. In zijn postuum gepubliceerde boek Travels in Syria and the Holy Land (1822) schreef de Zwitser over de ontdekking van Petra, waardoor dit voor heel de westerse wereld bekend werd. Het zou echter nog 85 jaar duren voordat de eerste opgravingen plaatsvonden in de historische stad.
- Bibsys: 90205923
- Biblioteca Nacional de España: XX868919
- Bibliothèque nationale de France: cb12434306m (data)
- Catàleg d'autoritats de noms i títols de Catalunya: 981058518317206706
- CiNii: DA00470864
- Gemeinsame Normdatei: 118702203
- Historisch woordenboek van Zwitserland: 017075
- International Standard Name Identifier: 0000 0001 0905 8258
- Library of Congress Control Number: n50045595
- Nationale Bibliotheek van Tsjechië: jn20000700257
- Nationale bibliotheek van Australië: 35023737
- Nationale Bibliotheek van Israël: 987007259269805171
- Nationale Bibliotheek van Polen: a0000001918823
- Nationale en Universitaire bibliotheek Zagreb: 000597888
- Nederlandse Thesaurus van Auteursnamen: 070631077
- Réseau des bibliothèques de Suisse occidentale: 02-A000024053
- Istituto Centrale per il Catalogo Unico: LO1V140728
- LIBRIS: 259080
- SNAC: w69d0hv5
- Système universitaire de documentation: 033481199
- TDVİA: burckhardt-johann-ludwig
- Trove: 797657
- Union List of Artist Names: 500315132
- Virtual International Authority File: 59176329
- WorldCat: E39PBJpykD3gMhq3dJk4B9RHYP